# Roussas
Roussas este o comună în departamentul Drôme din sud-estul Franței. În 2009 avea o populație de 338 de locuitori.

## Evoluția populației
| An        | 1975 | 1982 | 1990 | 1999 | 2006 | 2009 |
| --------- | ---- | ---- | ---- | ---- | ---- | ---- |
| Populație | 182  | 246  | 315  | 345  | 337  | 338  |